# Sint-Jansberg (Maaseik)
Sint-Jansberg is een plaats ten noorden van de Belgische stad Maaseik.

## Geschiedenis
In dit gebied zijn vondsten uit het neolithicum bekend.
In 1130 heeft men getracht hier een abdij te stichten, en wel een van reguliere kanunniken, waarvan de precieze aard niet meer duidelijk is. De stichting mislukte en in 1144 bestond de abdij al niet meer. Blijkbaar was het gebied in 1155 eigendom van twee broers, Walter van Gemmenich, deken van de Sint-Gereonkerk te Keulen en zijn broer Huibrecht. Dezen schonken het domein in dat jaar aan de Abdij van Averbode, maar een andere erfgenaam, ene Sigerius, was het daar niet mee eens en stak de zich daar bevindende gebouwen in brand (1162).
De schenking ging niettemin door, en in 1167 werd een nieuwe kerk gebouwd, een voorloper van de huidige Kapel van Sint-Jansberg. Het domein was een kerkelijk immuniteitsgebied en omvatte naast een kerk ook een laathoeve, de Sint-Janshoeve genaamd, welke in 1385 voor het eerst werd vermeld. Deze hoeve werd tot eind 14e eeuw uitgebaat door de monniken van de Abdij van Averbode, maar vanaf ongeveer 1381 verpacht.
In 1797 werden alle abdijbezittingen, dus ook dit domein, onteigend, en het goed werd verkocht aan een particulier, ene J. Vauthier, die het inrichtte als een kasteeltje, inclusief boerderij, koetshuis, terras en dergelijke. In 1892 woedde er een brand. Daarna kwam het gebied in bezit van de Augustijnen van Gent die in 1898 een klooster bouwden maar daar in 1902 weer uit vertrokken. In 1903 arriveerden de Broeders van Onze-Lieve-Vrouw van Lourdes uit Oostakker en dezen vertrokken weer in 1921.

## Scholengemeenschap
Eerst wilde men toen de school voor oorlogsinvaliden vanuit Le Havre naar hier overbrengen, maar leerlingen kwamen er niet. Ook een landbouwschool kwam niet van de grond. In 1924 werd begonnen met de Vrije Ambachtsschool. Een dergelijk instituut paste in de behoefte aan technici, ontstaan door de industrialisatie van Limburg. Het aantal leerlingen groeide tot ongeveer 1700.
In 1934 werd de school omgedoopt tot Vakschool en in 1964 tot Technisch Instituut Sint-Jansberg. Sinds 1999 maakt ze, samen met het College Heilig Kruis - Sint-Ursula en het Instituut Heilig Graf, onderdeel uit van de Katholieke Scholengemeenschap Harlindis en Relindis. Het College, dat zich oorspronkelijk in de Pelserstraat bevond, is sinds 1 september 2012 eveneens gevestigd op de campus Sint-Jansberg. Sinds januari 2018 gaat de school verder onder de naam Mosa-RT.
Van 1956-1969 was er een grote speeltuin, waarvan de toestellen ontworpen en gebouwd waren door de leerlingen van het Technisch Instituut.
De schoolgebouwen bevinden zich op de plaats van de oude hoeve. De huidige Sint-Janshoeve bevindt zich meer oostwaarts en dateert van 1875. Enkel de westelijke stal dateert van eerder.